# FLOSS Manuals
Die FLOSS Manuals (FM) ist eine Non-Profit-Stiftung. Sie fokussiert sich auf die Erstellung qualitativer Dokumentationen über die Nutzung von freier Software. Gegründet wurde sie in den Niederlanden im Jahr 2006 von Adam Hyde.

## Aufbau
Ihre Webseite ist ein Wiki (ehemals nutzte es TWiki-Software, nun entwickeln sie eine autonome Plattform mit Booki) fokussiert am kollaborativen Schreiben von Handbüchern. Die Dokumentation ist lizenziert unter der GPL. Obwohl zunächst die Handbücher von der GFDL abgedeckt wurden, wurde die Lizenz geändert. Grund dafür die Bedenken über die Limitierung und die „nicht-freie Natur“ der GFDL.
Jeder kann zum Material von FLOSS Manuals beitragen. Jedes Handbuch hat einen Instandhalter, der ein Auge auf sein Handbuch hat und mit Interessierten Dinge wie Struktur, Wortwahl oder ähnliche diskutiert. Editierungen finden nicht in Echtzeit statt, sondern alle Änderungen werden, sobald das Handbuch fertig ist, mitveröffentlicht. Das geschieht, um eine hohe Qualität an zuverlässigen Handbüchern zu gewährleisten.
Handbücher sind verfügbar als indexierter PDF oder online in HTML, zusätzlich können diese miteinander vermischt werden. Mit dieser Funktion kann sich jeder ein individuelles Handbuch erstellen und es als PDF, HTML (ZIP/tar) oder ein Ajax-Inklude exportieren.

## Auszeichnungen
Im Herbst 2007 wurde FLOSS Manuals vom holländischen Digital-Pioneer-Fonds mit einem Preisgeld von 15.000 Euro ausgezeichnet.

Die Stiftung wurde auch von Google und NLnet für ihre Dienste finanziell unterstützt.

FLOSS Manuals bekam auch den Transmediale Award für deren Arbeit an Booki.

## Liste der Handbücher
FLOSS Manuals hat für alle folgenden Dinge Handbücher:
| Software                       | Handbücher |
| ------------------------------ | --- |
| CRM                            | CiviCRM • CiviCRM Developer Guide                                                                                       |
| Büro                           | Firefox • OpenOffice • Thunderbird                                                                                      |
| Verarbeitung digitaler Signale | PureData |
| Dateisystem                    | FSLint |
| OLPC                           | Make Sugar Activities • XO • Write • Terminal • Chat Activity • Browse Activity • Record Activity • Turtle Art Activity |
| Freie Kultur                   | Collaborative Futures                                                                                                   |
| CMS                            | Newscoop • Plumi |
| Broadcasting                   | Airtime |
| Freiheit im Internet           | Wie man Internetzensur umgeht • Ein offenes Netz • Basic Internet Security                                              |
| Übersetzung                    | Open Translation Tools • Video Subtitling                                                                               |
| Video                          | Theora Cookbook • Kino • AvideMux • GTranscode ffmpeg2theora • HandBrake                                                |
| Freie Netzwerkdienste          | FLOSS Handbücher • Bücher • Sprints • Wikimedia Commons • Archive.org • Freedom Fone                                    |
| Freie Software/Open Source     | GSoC Mentoring |
| Graphikdesign                  | Digital Foundations • Alchemy • Inkscape • Scribus                                                                      |
| 3D                             | Blender |
| HTML Bearbeitung               | NvU |
| Blogging                       | WordPress |
| Mediaplayer                    | MPlayer • VLC • Miro |
| IP-Telefonie                   | Linphone |
| File Sharing                   | Azureus |
| Streaming                      | MuSE • M3W • Icecast |
| Video subtitling               | Video Subtitling • Jubler                                                                                               |
| GNU/Linux                      | GNU/Linux Command-line Intro                                                                                            |
| Audio-Bearbeitung              | Audio Production • Ardour • Audacity                                                                                    |
| Csound                         | Csound |
| Menschenrechte                 | OpenEvSys |
| Buchproduktion                 | Booktype • Booki User Guide                                                                                             |
| Performance                    | UpStage |
| Kollaboratives Mapping         | Openstreetmap |

## Popularität
Einige der Handbücher wurden ausgewählt und in die VALO-CD eingegliedert (eine Kollektion der besten Software für Windows).